# NGC 3557A
NGC 3557A (NGC 3533) je spiralna galaktika u zviježđu Centauru. Naknadno je utvrđeno da je NGC 3533 ista galaktika.

## Vanjske poveznice
- (eng.) SEDS: NGC 3557
- (eng.) Revidirani Novi opći katalog
- (eng.) Izvangalaktička baza podataka NASA-e i IPAC-a
- (eng.) Astronomska baza podataka SIMBAD
- (eng.) VizieR